# 볼 (건담 시리즈)
볼은 원래는 우주작업용 작업포드(SP-W03）였으며, 180mm 저반동포를 장비하여 전투용으로 사용되었다. 일 년전쟁당시 짐의 지원 목적으로 대량 투입되었다.
구형의 동체 아래쪽에 두개의 작업용 팔을 부착하고 윗부분에 180mm 저반동포를 부가하여 간신히 기본적인 전투력을 부여한 형태로, 병사들 간에 '움직이는 관짝'이란 별명이 있을 정도였다. 특별한 병기가 아닌 자쿠의 발에 차여서 격추되는 장면이 있을 정도로 나약했다.
반면 성능에 어울리지 않는 활약을 보이기도 했는데, 작품 상에서는 자쿠를 몸통박치기로 격파하는 장면도 있긴 하다. 또한 기동전사 건담 제 08MS 소대에서 주인공인 시로 아마다 소위가 선행양산형 볼(RB-79K, 2연장 180mm 캐논 장비, 클로우 2배 증가)로 아이나 사하린의 고기동형 자크와 대등하게 싸우는 장면이 등장한다.
- 건담 시리즈에 등장하는 병기 일람표